# Isidor I
Isidor I (en grec medieval Ισίδωρος Α') va ser patriarca de Constantinoble de l'any 1347 al 1350. Era deixeble i seguidor de Gregori Palamàs.
Va defensar les opinions de l'hesicasme. L'any 1345, Isidor, que era llavors bisbe de Monembasia i Gregori Palamàs van ser excomunicats per un sínode de bisbes oposats a l'hesicasme, presidit pel patriarca Joan XIV de Constantinoble.
L'any 1347, durant un sínode convocat per l'emperador Joan VI Cantacuzè, Joan XIV va ser deposat i Isidor va ser elegit per succeir a l'antic patriarca. Quan va prendre possessió, Isidor va alliberar Gregori Palamàs de la presó i el va consagrar arquebisbe de Tessalònica. També va treballa per millorar les relacions del Patriarcat de Constantinoble amb l'Església de Rússia.